# John Cody
John Patrick Cody (24 de dezembro de 1907 - 25 de abril de 1982) foi um clérigo estadunidense da Igreja Católica Romana. Natural de St. Louis (Missouri), atuou como Bispo da Cidade de Kansas-Saint Joseph (1956-61), Arcebispo de Nova Orleans (1964-5), e arcebispo de Chicago (1965-1982). Ele foi estabelecido como cardeal em 1967.
O período de Cody em Chicago foi marcado por conflitos e controvérsias, incluindo investigações federais de impropriedades financeiras e uma relação ambígua com a Sra. Helen Dolan Wilson, que foi acusada de ser sua amante.  A Sra. Wilson, que "seguia cada passo (de Cody) pela diocese" por um período de cerca de 25 anos, foi acusada de ter recebido grandes somas de dinheiro desviadas pelo Cardeal Cody, alguns dos quais comprou-lhe "uma casa em Boca Raton ... um carro de luxo, roupas e peles caras, e presentes em dinheiro para viagens."
Apesar do fato de que aproximadamente um milhão de dólares de fundos da igreja desapareceram sob mandato de Cody, e a Conferência Nacional dos Bispos Católicos perder mais de quatro milhões de dólares em um único ano, enquanto Cody era o tesoureiro da organização, todas as investigações foram suspensas após a morte de Cody.